# Offeliada
Ogólnopolski Festiwal Filmowy „Offeliada” – festiwal filmów krótkometrażowych służący popularyzacji kina niezależnego, organizowany w Gnieźnie od 2007 roku.
Pomysłodawcą i założycielem Offeliady – jeszcze jako Festiwalu Filmów Amatorskich i Niezależnych – jest Piotr Wiśniewski, wówczas dyrektor Centrum Innowacji i Promocji Urzędu Miejskiego w Gnieźnie.
Od swojej pierwszej edycji Festiwal realizuje podstawowy cel: popularyzację dorobku młodej polskiej kinematografii offowej – czemu służy Konkurs Główny o statuetkę Offelii – oraz promocję szeroko rozumianej kultury niezależnej, czemu służą liczne spotkania z zaproszonymi twórcami i jurorami, wystawy, warsztaty, koncerty, przedstawienia teatralne, i szereg innych wydarzeń kulturalnych.
Impreza od samego początku jest niekomercyjna. Głównym organizatorem pierwszych 7 edycji był Urząd Miejski w Gnieźnie, pozostając w ścisłej współpracy z miejscowym Miejskim Ośrodkiem Kultury. Od 2013 roku rolę głównego organizatora przejęło gnieźnieńskie Stowarzyszenie „Ośla Ławka”, które kolejne odsłony realizuje we współpracy z dotychczasowymi organizatorami Festiwalu.
Na przestrzeni lat, festiwal budował stopniowo coraz większy prestiż wśród polskich festiwali filmów krótkometrażowych, m.in. poszerzając sieć festiwali partnerskich oraz zapraszając do Jury Głównego coraz bardziej uznane postaci świata filmu – co skutkuje coraz większym zainteresowaniem mediów, również tych regionalnych oraz ogólnopolskich.
Od 2014 roku Offeliada należy do grona festiwali zgłaszających nominacje do Nagrody Polskiego Kina Niezależnego im. Jana Machulskiego.

## Nagrody
Festiwal Filmów „Offeliada” każdego roku przynosi wiele nagród przyznawanych przez rozmaite Jury:
- Jury Główne Festiwalu

Jury Główne przyznaje Nagrody Główne Festiwalu: Offelie (1000 złotych + statuetka) osobno w trzech kategoriach: fabuła, dokument i animacja.
Jury ma także prawo przyznać Wyróżnienia.
- Jury Studenckie

Jury Studenckie stanowią przedstawiciele 5 gnieźnieńskich szkół wyższych: Instytutu Kultury Europejskiej UAM, Państwowej Wyższej Szkoły Zawodowej w Gnieźnie, Gnieźnieńskiej Szkoły Wyższej „Milenium”, Gnieźnieńskiego Uniwersytetu Trzeciego Wieku oraz Prymasowskiego Wyższego Seminarium Duchownego.
Jury Studenckie przyznaje Nagrodę Jury Studenckiego: Hamleta (500 złotych + statuetka) oraz Nagrodę Specjalną Prezydenta Miasta Gniezna za Najlepszy Film z Pierwszej Stolicy Polski Klaudiusza (statuetka). Jury ma także prawo przyznać Wyróżnienia.
- Jury Młodego Widza

Jury Młodego Widza, złożone z przedstawicieli gnieźnieńskich szkół ponadgimnazjalnych, przyznaje Nagrodę Jury Młodego Widza: „Horacego” (500 złotych + statuetka).
Jury ma także prawo przyznać Wyróżnienia.
- Nagroda Dziennikarzy

Nagroda Dziennikarzy Laertes jest przyznawana przez Jury złożone z przedstawicieli gnieźnieńskich mediów.
- Nagroda Krytyki Politycznej im. Stanisława Brzozowskiego

Przyznawana od 2009 roku przez gnieźnieński oddział Krytyki Politycznej za „szczególną wrażliwość społeczną dzieła filmowego”.
- Nagroda Gnieźnieńskiego Klubu Fantastyki Fantasmagoria

Nagroda Ikar jest przyznawana od 2013 roku dla najlepszego filmu podejmującego tematykę fantasy lub science fiction.
- Nagroda Studia FOTOSTUBE

Nagroda jest przyznawana od 2011 roku za najlepsze zdjęcia w filmie.
- Nagroda Stowarzyszenia Ośla Ławka

Nagroda łOŁ! jest przyznawana od 2013 roku za „coś innego”.
- Nagroda Specjalna Dyrektora Festiwalu

Rozenkranc jest przyznawany od I edycji Festiwalu i jest to nagroda w pełni subiektywna.
- Nagroda Publiczności

Nagroda Publiczności Poloniusz jest przyznawana w ramach głosowania tajnego publiczności podczas trwania Festiwalu.
- Honorowa Offelia

Nagroda Specjalna przyznawana osobom, które wspierają Festiwal. Przyznawana od 2013 roku.

## Offeliada2007
Jury Główne:
- Krzysztof Magowski – Przewodniczący,

- Róża Wojta,

- Paweł Zabel,

- Paweł Kostusiak.

Nagroda Główna: Offelia
- I miejsce – Radosław Roziewicz za film „American Movie”
- II miejsce – Grzegorz Gawron za film „Podróż”
- III miejsce – Radosław Pająk za film „Intryga”

Wyróżnienia:
- Filip Rudnicki za film „Mim”
- Marek Kosowiec za film „Dom kultury”
- Michał Mróz za film „Drzewo”
- Dariusz Gackowski za film „Do naprawy”

## Offeliada2008
Jury Główne:
- Rafał Górecki – Przewodniczący,
- Piotr Majdrowicz,
- Mateusz Rogala,
- Paweł Kostusiak.

Nagroda Główna: Offelia
- Mathias Mezler za film „Wszystko co najlepsze” (Film Fabularny),
- Kamil Brzózka za film „Nie oszukuj!” (Film Fabularny – ex equo),
- Anna Kasperkiewicz za film „Nim powstanie MIM” (Film Dokumentalny)
- Michał Mróz za film „Szczęście” (Film Animowany).

Wyróżnienia:
- Łukasz Bursa za film „Poddasze”
- Przemysław Filipowicz za film „Klej”
- Ludwik Lis za film „Domofonia”
- Ryszard Kruk za film „Taksówkarz”

Jury Główne postanowiło również przyznać Nagrodę Specjalną Studium Realizacji Telewizyjnej wraz z nagrodą rzeczową filmowi „W szoku MAX” Krzysztofa Godka.

## Offeliada2009
Jury Główne:
- Zbigniew Żmudzki – Przewodniczący,
- Piotr Marecki,
- Piotr Matwiejczyk.

Nagroda Główna: Offelia
- Przemysław Filipowicz za film „8% z niczego” (Film Fabularny)
- Arczi za film „Potwierdzenie” (Film Dokumentalny)
- Tomasz Pawlak za film „Historia pewnej promocji” (Film Animowany)

Wyróżnienia:
- Waldemar Grzesik za film „Zabawa”
- Irex Janion za film „Cellulit”
- Bartosz Kruhlik za film „Jutro…”
- Arkadiusz Zub za film „Mieszkańcy”
- Bartosz Gadd za film „Marsz”

## Offeliada2010
Jury Główne:
- Maciej Rant – Przewodniczący,
- Agnieszka Wiśniewska,
- Szymon Stemplewski,
- Michał Mróz.

Nagroda Główna: Offelia
- Tomasz Jurkiewicz za film „Babcia wyjeżdża” (Etiuda Studencka)
- Natalia Dziedzic za film „Kiermasz storczyków” (Animacja)
- Lesław Dobrucki za film „Przyrzeczona” (Dokument ex quo)
- Tomasz Wolski za film „Szczęściarze” (Dokument ex quo)

Pozostałe Nagrody Jury Głównego:
- II Nagroda: Bartosz Warwas za filmy „Koluszki blues” oraz „MC. Człowiek z winylu”
- II Nagroda: Grzegorz Makowski za film „Nietypowe spotkanie diabełka i dziewczyny wielkiej jak sosna”
- II Nagroda: Bartosz Kruhlik za film „Wycieczka”
- II Nagroda: Arek Biedrzycki za film „Niedotykając ziemi”
- III Nagroda: Przemysław Filipowicz za film „Pan od historii”
- III Nagroda: Łukasz Góras za film „Lalka”
- III Nagroda: Katarzyna Gondek za film „Niewidzialni”
- III Nagroda: Michał Łukowicz za film „Ja, człowiek w kapeluszu i mój brat”
- Wyróżnienie dla Rafała Gużkowskiego, dyrektora Domu Pomocy Społecznej w Foluszu za film „Nikifor, moje drugie imię”

## Offeliada2011
Jury Główne:
- Michał Słomka – Przewodniczący,
- Iwona Grodź,
- Jakub Majmurek,
- Irek Janion.

Nagroda Główna: Offelia
- Michał Łukowicz za film „Berhavert” (Kategoria: Amatorzy)
- Pavel Soukup za film „Bliski przyjaciel” (Kategoria: Studenci)
- w kategorii Niezależni Nagrody Głównej nie przyznano

Pozostałe Nagrody Jury Głównego:
- Beniamin Szwed za film „Rosa Alba” (Najlepsza Animacja)
- Aleksandra Brożyna za film „Bulba-włos” (Najlepsza Animacja)
- Karolina Łuczak za film „Sztuka narzekania” (Najlepszy Dokument)
- Bartosz Warwas za film „Mruczanka na 4 rakietki” (Najlepsza Fabuła)

Wyróżnienia:
- Kamil Krukowski za film „Droga mistrza”
- Robin Lipo za film „Zawsze młody”
- Jakub Kamiński za film „Sztuczki”
- Dominik Litwiniak za film „Bedlam Boys”

## Offeliada2012
Jury Główne:
- Krzysztof Tomasik,
- Konrad Paszkowski,
- Maciej Stroiński.

Nagroda Główna: Offelia
- Małgorzata Goliszewska za film „Taki typ ptactwa” (Kategoria: Amatorzy)
- Mateusz Głowacki za film „Kiedy ranne wstają zorze” (Kategoria: Studenci)
- Patryk Jurek za film „Vocuus” (Kategoria: Niezależni)

Pozostałe Nagrody Jury Głównego:
- Michał Mróz za film „Zgrzyt” (Najlepsza Animacja)
- Jakub Polakowski za film „Człowiek z reklamówką” (Najlepszy Dokument)
- Patryk Jurek za film „Vocuus” (Najlepsza Fabuła)

Wyróżnienia:
- Tomasz Góralczyk za film „Wyrwać się, by zaistnieć”
- Kordian Kądziela za film „Muka!”
- Michał Łukowicz za film „Ci.”

## Offeliada2013
Jury Główne:
- Marek Kosowiec,
- Rafał Cielek,
- Kinga Dunin,
- Edward Gramont,
- Sebastian Buttny.

Nagroda Główna: Offelia
- w kategorii: Amatorzy dla filmu „Mam takie marzenie” Małgorzaty i Kajetana Święcichowskich.
- w kategorii: Studenci dla filmu „Żar” Bartosza Kruhlika.
- w kategorii: Niezależni dla filmu „Potencjalne problemy dozorcy Mariana” Tomasza Pawlaka.

Pozostałe nagrody Jury Głównego:
- Mateusz Głowacki za film „Zabicie ciotki” (Najlepsza Fabuła)
- Monika Nowicka za film „Diamentowo-złoty Redaktor” (Najlepszy Dokument)
- Wojciech Wojtkowski za film „Ex Animo” (Najlepsza Animacja)

## Offeliada2014
Jury Główne:
- Jan „Yach” Paszkiewicz – Przewodniczący,
- Ewa Kujawińska,
- Maciej Parowski,
- Igor Stokfiszewski,
- Piotr Robakowski.

Nagroda Główna: Offelia (1000 złotych oraz statuetka), osobno w trzech kategoriach
- Fabuła: Piotr Złotorowicz za film „Matka Ziemia”
- Dokument: Aleksander Prugar za film „12 metrów 45 centymetrów”
- Animacja: Sebastian Kwidziński i Marcin Roszczyniała za film „Fabryka”.

Wyróżnienia:
- Kordian Kądziela za film „LARP”,
- Katarzyna Gondek za film „Hosanna”,
- Tomasz Śliwiński za film „Nasza klątwa”,
- Iwo Kondefer za film „Aldona”,
- Mateusz Głowacki za film „Sonda o mężczyznach”,
- Anna Błaszczyk za film „Trzej Królowie”,
- Maciej Lorenc za film „Podkop do nieba”,
- Aleksandra Brożyna za film „Gruby i chudy”.

## Offeliada2015
Jury Główne:
- Balbina Bruszewska – Przewodnicząca,
- Agnieszka Obszańska
- Łukasz Orbitowski
- Bartosz Żurawiecki

Nagroda Główna: Offelia (1000 złotych oraz statuetka), osobno w trzech kategoriach
- Fabuła: Joanna Szymańska, za film „Czeski błąd”,
- Dokument: Kamil Krukowski, za film „Fabio’s Videos”,
- Animacja: Agnieszka Borowa, za film „Dom”.

Wyróżnienie:
- Mateusz Chazan, za film „Adama dziwny przypadek”.

## Offeliada2016
Jury Główne:
- Przemysław Wojcieszek – Przewodniczący,
- Ryszard Jaźwiński,
- Krzysztof Majchrzak,
- Sławomir Shuty,
- Tomasz Śliwiński.

Nagroda Główna: Offelia (1000 złotych oraz statuetka), osobno w trzech kategoriach
- Fabuła: Aleksandra Terpińska, za film „Ameryka”,
- Dokument: Łukasz Machowski, za film „Szkice z podziemia”,
- Animacja: Marcin Podolec, za film „Olbrzym”.

Wyróżnienie:
- Damian Kocur, za film „To, czego chcę”

## Offeliada2017
Jury Główne:
- Paweł Łoziński – Przewodniczący,
- Katarzyna Czajka-Kominiarczuk,
- Wiola Sowa,
- Monika Talarczyk-Gubała,
- Michał Wiraszko.

Nagroda Głowna: Offelia (1000 złotych oraz statuetka), osobno w trzech kategoriach
- Fabuła: Tomasz Gąssowski, za film „Baraż”,
- Dokument: Emi Buchwald, za film „Nauka”,
- Animacja: Balbina Bruszewska, za film „Czarnoksiężnik z krainy U.S.”.

Wyróżnienie:
- Tomasz Kowal, za film „Śniegi kosmosu”.

## Offeliada2018
Jury Główne:
- Kuba Czekaj,
- Jakub „Dem” Dębski,
- Marta Frej,
- Marta Prus.

Nagroda Głowna: Offelia (750 złotych oraz statuetka), osobno w trzech kategoriach
- Fabuła: Emi Buchwald, za film „Heimat”,
- Dokument: Jakub Radej, za film „Proch”,
- Animacja: Alicja Błaszczyńska, za film „Błoto”.

Wyróżnienia:
- Kordian Kądziela, za film „Fusy”,
- Michał Hytroś, za film „Siostry”,
- Marcin Podolec, za film „Colaholic”.

## Offeliada2019
Jury Główne:
- Marta Dzido,
- Wiesław Kot,
- Jakobe Mansztajn,
- Tessa Moult-Milewska.

Nagroda Głowna: Offelia (750 złotych oraz statuetka), osobno w trzech kategoriach
- Fabuła: Wojciech Kimala, za film „Elizabeth”,
- Dokument: Klaudia Kęska, za film „Casting”,
- Animacja: Damian Krakowiak, za film „Silny niezależny kosmos”.

Wyróżnienia:
- Justyna Mytnik, za film „Fascinatrix”,
- Marek Ułan-Szymański, za film „Brzuch straszliwej maszyny wykrwawiającej się na śmierć”,
- Klaudia Jasińska, za film „Oddychaj”.